# 파울루 엔히키 두 필라르 시우바
파울루 엔히키 두 필라르 시우바(포르투갈어: Paulo Henrique do Pilar Silva, 1996년 6월 24일~)는 브라질의 축구 선수이다. 현재 K리그2의 수원 삼성에서 활약하고 있다.